# Виђелио (Бјела)
Виђелио је насеље у Италији у округу Бијела, региону Пијемонт.
Према процени из 2011. у насељу је живело 521 становника. Насеље се налази на надморској висини од 234 м.